# Plectreurys nahuana
Espèce
Plectreurys nahuana est une espèce d'araignées aranéomorphes de la famille des Plectreuridae.

## Distribution
Cette espèce est endémique du Mexique. Elle se rencontre au Veracruz et au Chiapas.

## Description
Le mâle holotype mesure mm et la femelle 8 mm.

## Publication originale
- Gertsch, 1958 : The spider family Plectreuridae. American Museum Novitates, no 1920, p. 1-53 (texte intégral).